# Louis Lacoste
Pour les articles homonymes, voir Lacoste.
Louis Lacoste, né le 3 avril 1798 et mort le 26 novembre 1878 à Boucherville, est un notaire et homme politique québécois. Il représente la division de Montarville au Sénat du Canada de 1867 à 1878.

## Biographie
Louis est né à Boucherville au Bas-Canada le 3 avril 1798, fils de Louis Lacoste et de Joséphine Dubois. Il étudie au Petit séminaire de Montréal de 1810 à 1815 puis fit l'apprentissage du droit. Il est élu député de Chambly en 1834. Il participe à la Rébellion des Patriotes en 1837. Il continuera à être député à l'Assemblée législative de la province du Canada pour Chambly jusqu'en 1861, avec certaines interruptions. De 1861 à 1867 il est conseiller législatif pour Montarville. En 1867, il est nommé au Sénat. Il conservera ce poste jusqu'à sa mort.

## Hommages
La rue Lacoste dans la ville de Québec a été nommée en son honneur en 1973.